# Problem drugih umova
Problem drugih umova je filozofski problem koji se tradicionalno navodi kao sledeće epistemološko pitanje: S obzirom na to da mogu da posmatram samo ponašanje drugih, kako mogu da znam da drugi imaju um? Problem je u tome što je znanje drugih umova uvek indirektno. Problem drugih umova ne utiče negativno na društvene interakcije jer ljudi imaju „teoriju uma“ – sposobnost da spontano zaključuju mentalna stanja drugih – podržanu urođenim neuronima ogledala, teorijom umnog mehanizma, ili prećutnom teorijom. Takođe je povećan broj dokaza da ponašanje proizilazi iz spoznaje koja zauzvrat zahteva svest i mozak.
To je problem filozofske ideje poznate kao solipsizam: ideja da je za bilo koju osobu poznato da postoji samo sopstveni um. Problem drugih umova tvrdi da bez obzira na to koliko je nečije ponašanje sofisticirano, to razumno ne garantuje da neko ima prisustvo misli koje se dešava u njima kao kada se on sam uzima udela u ponašanju. Fenomenologija proučava subjektivni doživljaj ljudskog života koji proističe iz svesti. Specifična tema u fenomenologiji koja proučava druge umove je intersubjektivnost.

## Literatura
- Godfrey-Smith, Peter (2016). Other minds: the octopus, the sea, and the deep origins of consciousness. New York: Farrar, Straus, and Giroux. ISBN 9780374227760. OCLC 957696590.
- Inami, Masahiro (август 2001). „The problem of other minds in the Buddhist epistemological tradition”. Journal of Indian Philosophy. 29 (4): 465—483. JSTOR 23496930. S2CID 169112249. doi:10.1023/A:1013151011789.
- Avramides, Anita (2001). Other minds. The problems of philosophy. London; New York: Routledge. ISBN 0415033365. OCLC 44613007. S2CID 240744968. doi:10.4324/9780203870174.
- Dennett, Daniel C. (2017) [1978]. Brainstorms: philosophical essays on mind and psychology. A Bradford book (40th anniversary изд.). Cambridge, MA: MIT Press. ISBN 9780262534383. OCLC 988171852. doi:10.7551/mitpress/11146.001.0001.
- Buford, Thomas O., ур. (1970). Essays on other minds. Urbana, IL: University of Illinois Press. ISBN 0252001230. OCLC 133061.
- Plantinga, Alvin (1967). God and other minds: a study of the rational justification of belief in God. Contemporary philosophy. Ithaca, NY: Cornell University Press. OCLC 383698.
- Wisdom, John (1966) [1952]. Other minds (2nd изд.). Oxford: Blackwell. OCLC 1076880.

## Spoljašnje veze
- Problem drugih umova на веб-сајту PhilPapers
- Zalta, Edward N. (ур.). „Other minds”. Stanford Encyclopedia of Philosophy.
- Problem drugih umova на веб-сајту InPho
- „Problem of other minds”. Internet Encyclopedia of Philosophy.